# Clypeasteroida

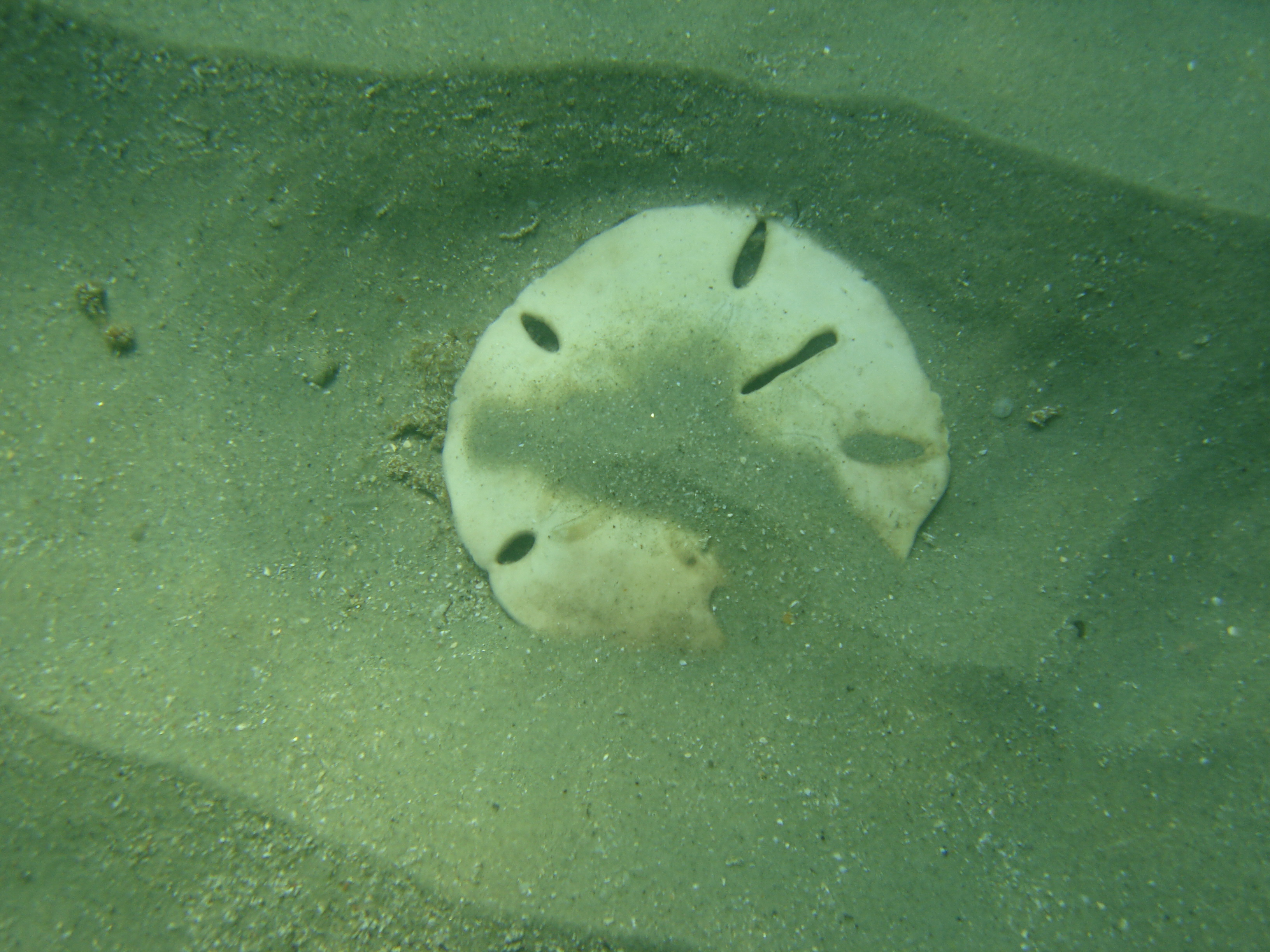
Bolacha-da-Praia (Mellita quinquiesperforata).

Clypeasteroida é uma ordem de equinodermos escavadores, parentes próximos dos ouriços-do-mar e estrelas-do-mar,  no registo fóssil desde o Paleoceno tardio à atualidade. Os equinodermos se aproximam muito dos cordados por possuírem celoma verdadeiro e por serem deuterostômios, ou seja, o orifício embrionário conhecido como blastóporo origina o ânus dos indivíduos. O grupo das bolachas surgiu por volta de 65 milhões de anos e é constituído por placas de carbonato de cálcio dispostas em um padrão radial.

## Descrição
Os membros da ordem Clypeasteroida apresentam um esqueleto rígido, conhecido por testa, constituído por placas de carbonato de cálcio dispostas num padrão radial. Nos espécimes vivos, a testa é recoberta por uma pele espinhosa de textura aveludada, com os espinhos recobertos por minúsculos cílios, com o aspecto de curtos cabelos.
O movimento coordenado dos espinhos permite a locomoção do animal . Os espinhos são aveludados e apresentam coloração diversa em função da espécie, sendo comuns cores como o verde, o azul, o violeta e a púrpura.
Os esqueletos dos animais deste táxon aparecem com frequência arrojados nas praias, desprovidos da pele e esbranquiçados pela exposição à radiação solar, o que permite facilmente identificar a sua simetria radial. Um traço característico do esqueleto destes animais é a presença de cinco pares de fileiras de poros, as quais criam um padrão chamado de petalóide (chamada assim porque lembra pétalas de flores), localizado no centro do disco corporal. Estes poros são perfurações com evaginações branquiais no endoesqueleto através das quais se projetam para maximizar as trocas gasosas com o meio.
Os petaloides são simplesmente linhas de poros emparelhados onde cada par é unido por uma ranhura de conjugação. Eles são brânquias especializadas com área de superfície melhorada.Sua forma facilita e torna-o um eficiente mecanismo de troca de gases em contracorrente entre a água do mar e o fluido do sistema vascular. A corrente respiratória gerada pelos cílios epidérmicos flui sobre a superfície do pé do tubo a partir da linha média do petaloide.
Os espinhos modificados da bolacha-do-mar, chamados de podia (do latim podium, pé) revestem as ranhuras alimentares e deslocam o alimento para a abertura bucal, a qual está no centro do organismo: a superfície oral tem forma de estrela na face inferior do animal.
A boca está localizada na face inferior do corpo, no centro do padrão petaloide, e o ânus está localizado na parte ínfero-posterior do corpo: diferente dos ouriços e equinodermos onde o ânus localiza-se na porção superior. Ou seja, o ânus fica próximo a boca nas bolachas-do-mar.
O ânus está localizado na parte posterior do corpo, em vez de na parte superior como ocorre na maioria dos ouriços, a que se juntam várias outras características bilaterais em algumas espécies. Esta relativa bilateralidade resulta das pressões da adaptação destas espécies no decurso da sua evolução, passando de criaturas que viveram originalmente sobre o fundo do mar, como organismos endobentónicos (vivem no interior do substrato) criaturas que escavam e se enterram nos sedimentos marinhos, transformando-se em organismos endobentónicos.
A espécie mais comum, Echinarachnius parma, tem distribuição natural generalizada nas regiões costeiras temperadas e subtropicais do  Hemisfério Norte, desde a zona intertidal até profundidades consideráveis. Três espécies do género Mellita têm ampla distribuição nas costas do Mar das Caraíbas.

## Habitat e ciclo de vida
As espécies deste grupo preferem habitats arenosos ou de lodos soltos, ocorrendo imediatamente abaixo da superfície da areia ou da vasa. Distribuem-se desde a área imediatamente abaixo da linha da maré-baixa até profundidades de algumas dezenas de metros, mas algumas espécies ocorrem a profundidades consideráveis. Os minúsculos espinhos situados na parte inferior do corpo achatado do animal permitem que escave e rasteje lentamente através do sedimento. Para efeitos sensoriais e mover a vasa, existem Cílios finos, semelhantes a cabelos, que recobrem os espinhos.
A alimentação consiste de larvas de crustáceos, pequenos copépodes, diatomáceas, algas e detritos orgânicos, predominando as partículas orgânicas da areia ou do lodo.
No fundo do oceano os membros destas espécies são frequentemente encontrados juntos. Isto é devido em parte à sua preferência por áreas de fundo mole, que são convenientes para o seu crescimento e reprodução, mas também demonstra a existência de tendência gregária, semelhantes ao que ocorrem com os ouriços-do-mar. Os sexos são separados e, como na maioria dos equinóides, os gâmetas são libertados para a coluna de água, sendo a fertilização externa. As larvas são nectónicas e sofrem várias metamorfoses, passando por várias etapas antes do esqueleto (ou o teste) se começar a formar, tornando-se então bentónicas, enterrando-se na superfície do sedimento.
As larvas de algumas espécies de Clypeasteroida apresentam um mecanismo de clonagem como forma de autodefesa. Neste caso a clonagem apresenta-se como um mecanismo de reprodução assexuada, onde o custo reprodutivo é suportado pela larva, tanto em recursos como no tempo de desenvolvimento. Este comportamento das larvas foi observado em situações em que o alimento é abundante ou as condições de temperatura são ideais. Também foi sugerido que a clonagem pode ocorrer como uma forma de fazer uso dos tecidos que normalmente são perdidos durante a metamorfose.
Também foi mostrado  as larvas de algumas espécies sofrem clonagem quando detectam predadores pela presença de muco de peixes predadores dissolvido na coluna de água. Neste caso, as larvas expostas ao muco de espécies predatórias respondem à ameaça clonando-se a si mesmos, duplicando assim o seu número enquanto efetivamente reduzem para metade o seu tamanho. As larvas menores são mais capazes de escapar à detecção por peixes, mas podem ser mais vulneráveis à predação por animais menores, como estágios larvais planctónicos e pelágicos de crustáceos.
Conhecem-se poucos predadores naturais que ataquem espécimes adultos, embora se tenha observado que os peixes da espécie Zoarces americanus e as estrelas-do-mar da espécie Pycnopodia helianthoides os comem ocasionalmente.

## Evolução
Os ancestrais dos Clypeasteroidea extantes divergiram dos outros equinóides irregulares, nomeadamente dos Cassiduloida, durante o princípio do Jurássico, com o aparecimento do primeiro género, Togocyamus, a ocorrer no Paleoceno.  Após o aparecimento de Togocyamus, mas já durante o Eoceno, emergiram outros grupos de Clypeasteroidea com características semelhantes aos dos grupos extantes.

## Subordens e famílias
A ordem Clypeasteroida inclui as seguintes subordens e famílias:
- Clypeasterina
  - Arachnoididae
  - Clypeasteridae L. Agassiz, 1835
    - Clypeaster
- Laganina
  - Fibulariidae Gray, 1855
  - Laganidae
- Rotulina
  - Rotulidae
- Scutellina
  - Astriclypeidae
  - Dendrasteridae Lambert, 1889
    - Dendraster excentricus –

  - Echinarachniidae Lambert, 1914
    - Echinarachnius parma –

  - Mellitidae Stefanini, 1911
    - Mellita quinquiesperforata

Com base na informação contida na base de dados Catalogue of Life foi elaborado o seguinte cladograma:
| Clypeasteroida | \| \| Arachnoididae \| \| \| \| \| \| Clypeasteridae \| \| \| \| \| \| Dendrasteridae \| \| \| \| \| \| Echinarachniidae \| \| \| \| \| \| Fibulariidae \| \| \| \| \| \| Laganidae \| \| \| \| \| \| Mellitidae \| \| \| \| |
|                | \| \| Arachnoididae \| \| \| \| \| \| Clypeasteridae \| \| \| \| \| \| Dendrasteridae \| \| \| \| \| \| Echinarachniidae \| \| \| \| \| \| Fibulariidae \| \| \| \| \| \| Laganidae \| \| \| \| \| \| Mellitidae \| \| \| \| |
|                | Arbacioida |
|                | |
|                | Cassiduloida |
|                | |
|                | Cidaroida |
|                | |
|                | Diadematoida |
|                | |
|                | Echinoida |
|                | |
|                | Echinothurioida |
|                | |
|                | Holectypoida |
|                | |
|                | Pedinoida |
|                | |
|                | Salenioida |
|                | |
|                | Spatangoida |
|                | |
|                | Temnopleuroida |
|                | |
|                | Arachnoididae |
|                | |
|                | Clypeasteridae |
|                | |
|                | Dendrasteridae |
|                | |
|                | Echinarachniidae |
|                | |
|                | Fibulariidae |
|                | |
|                | Laganidae |
|                | |
|                | Mellitidae |
|                | |

|  | Arachnoididae    |
|  |                  |
|  | Clypeasteridae   |
|  |                  |
|  | Dendrasteridae   |
|  |                  |
|  | Echinarachniidae |
|  |                  |
|  | Fibulariidae     |
|  |                  |
|  | Laganidae        |
|  |                  |
|  | Mellitidae       |
|  |                  |

## Nome comum
A designação bolacha-do-mar, tal como a versão espanhola galleta de mar, tem origem nas regiões costeiras da América do Sul onde os esqueletos destes organismos são uma presença frequente nas praias, já desprovidos de espinhos e branqueados pela radiação solar. O disco esbranquiçado resultante, com uma marca petalóide no centro, assemelha-se a um biscoito, daí o nome.
A versão do nome comum em língua inglesa, "sand dollar" ou dólar-da-areia, deriva também da aparência dos esqueletos esbranquiçados destes animais encontrados na areia das praias. A sua forma e dimensões eram semelhantes às das antigas moedas de um dólar de prata, usadas nas Caraíbas, como o dólar espanhol ou o Morgan Dollar norte-americano (diâmetro 38-40 mm). Outros nomes comuns aproximam-se do nome português (sand cake e cake urchin). Na África do Sul, estes animais são conhecidos por pansy shells (conchas-amor-perfeito) por sugerirem uma flor de cinco pétalas semelhante a um amor-perfeito. A espécie Clypeaster rosaceus  é mais espessa em altura do que a maioria das restantes espécies, sendo conhecida por biscoito-do-mar-inflado (inflated sea biscuit).
O aspecto incomum do esqueleto destes organismo, em especial a sua simetria radial e a presença de marcas petalóides que lhe conferem aspecto artificial, levaram ao desenvolvimento entre os povos costeiros de um rico folclore. Os esqueletos são por vezes referidos como moedas perdidas por sereias ou provenientes dos povos da Atlântida.
Os missionários cristão viam também simbolismo religioso no padrão radial de cinco pétalas e numa foram semelhante a um pombo estilizado existente na face interior do esqueleto. As perfurações existentes em algumas espécies foram consideradas como demonstrando que a estrutura era parte de uma lanterna (de Aristóteles).

## Curiosidade
De acordo com o folclore popular, as testas encontradas nas praias são moedas perdidas das sereias ou dos povos de Atlantis: devido seu formato esférico anatômico.

## Galeria

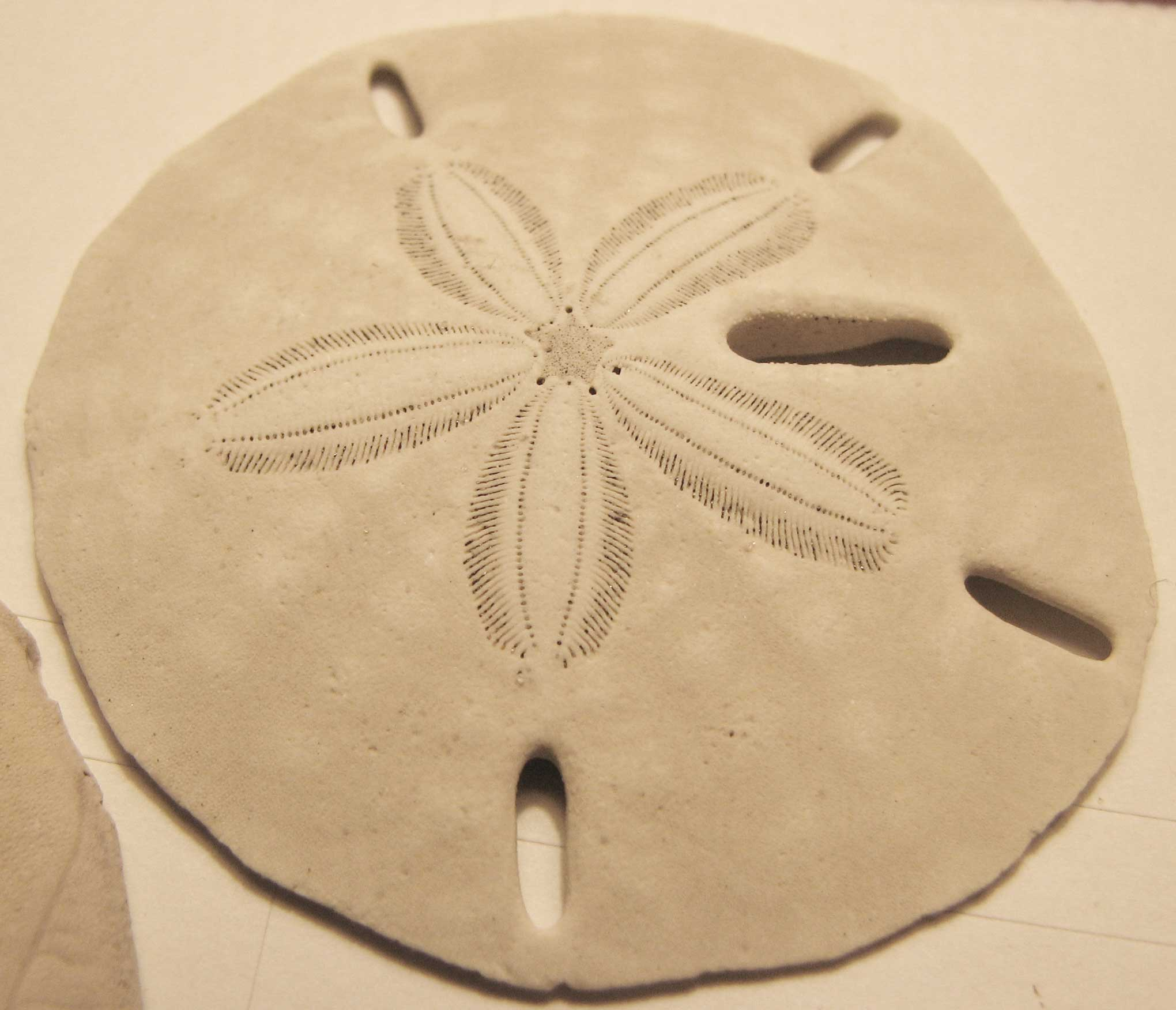
Mellita quinquiesperforata.
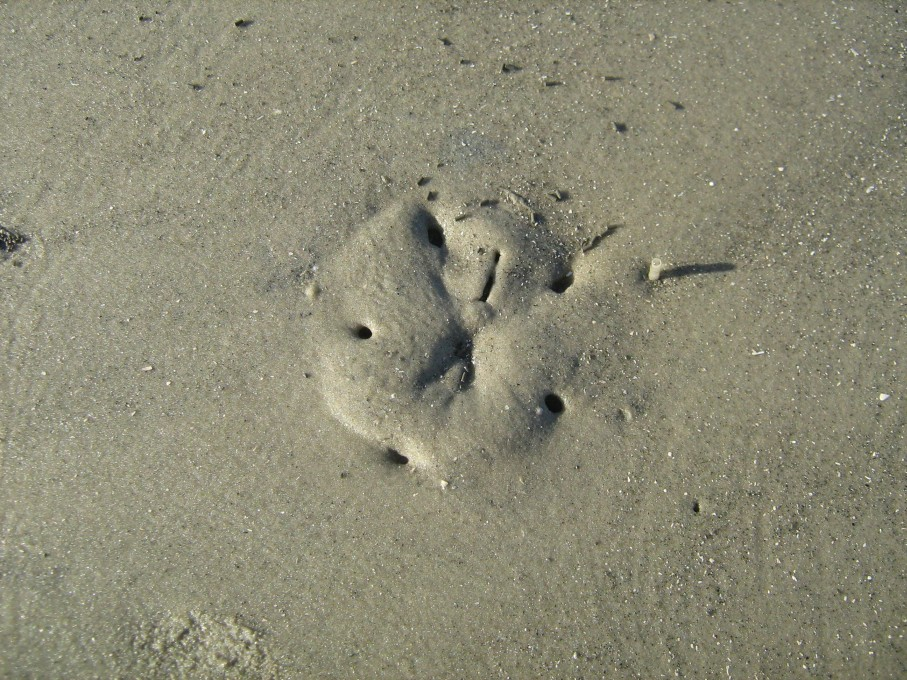
Bolacha-da-praia durante a baixa-mar em Hilton Head Island.
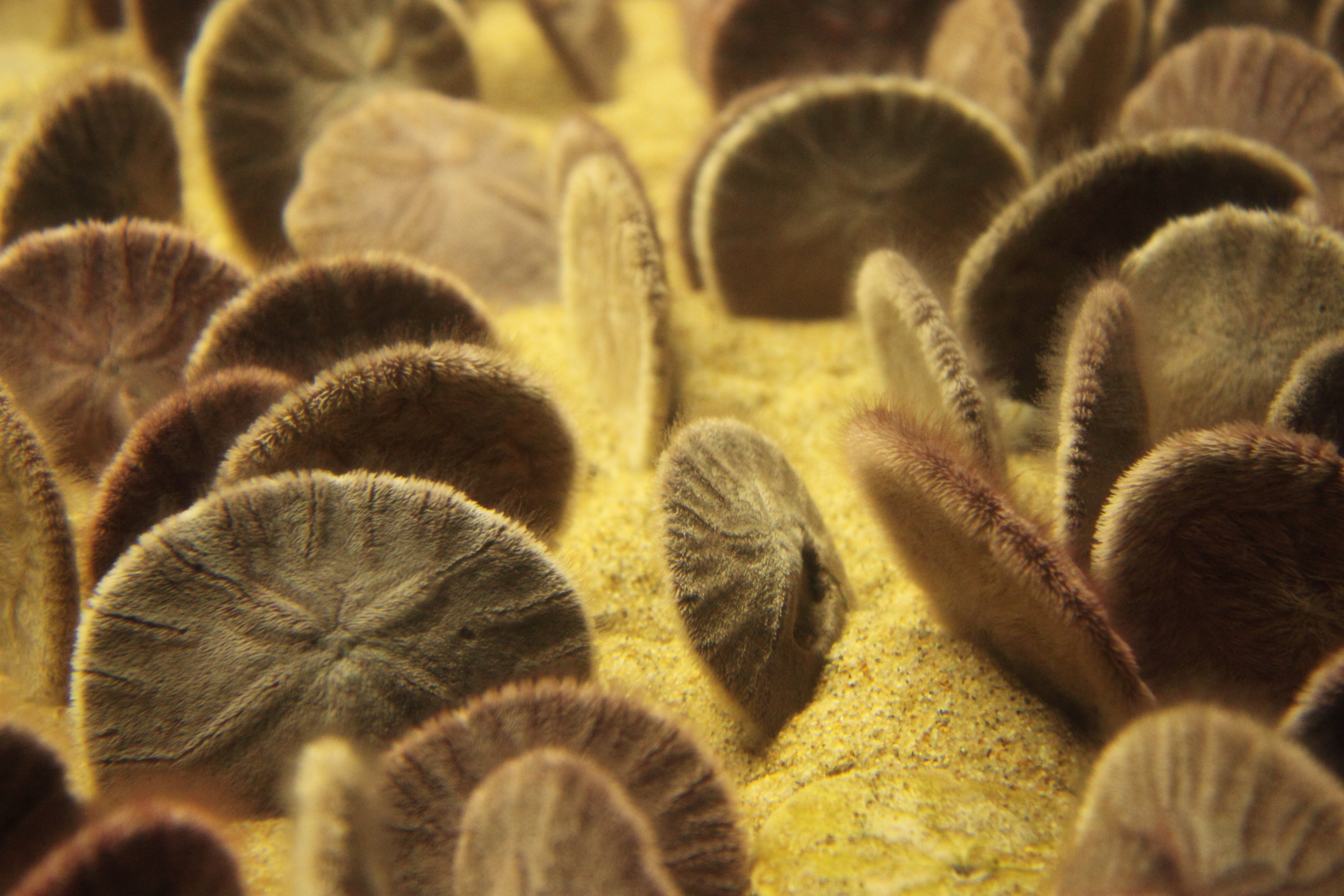
Bolachas-da-praia num aquário.
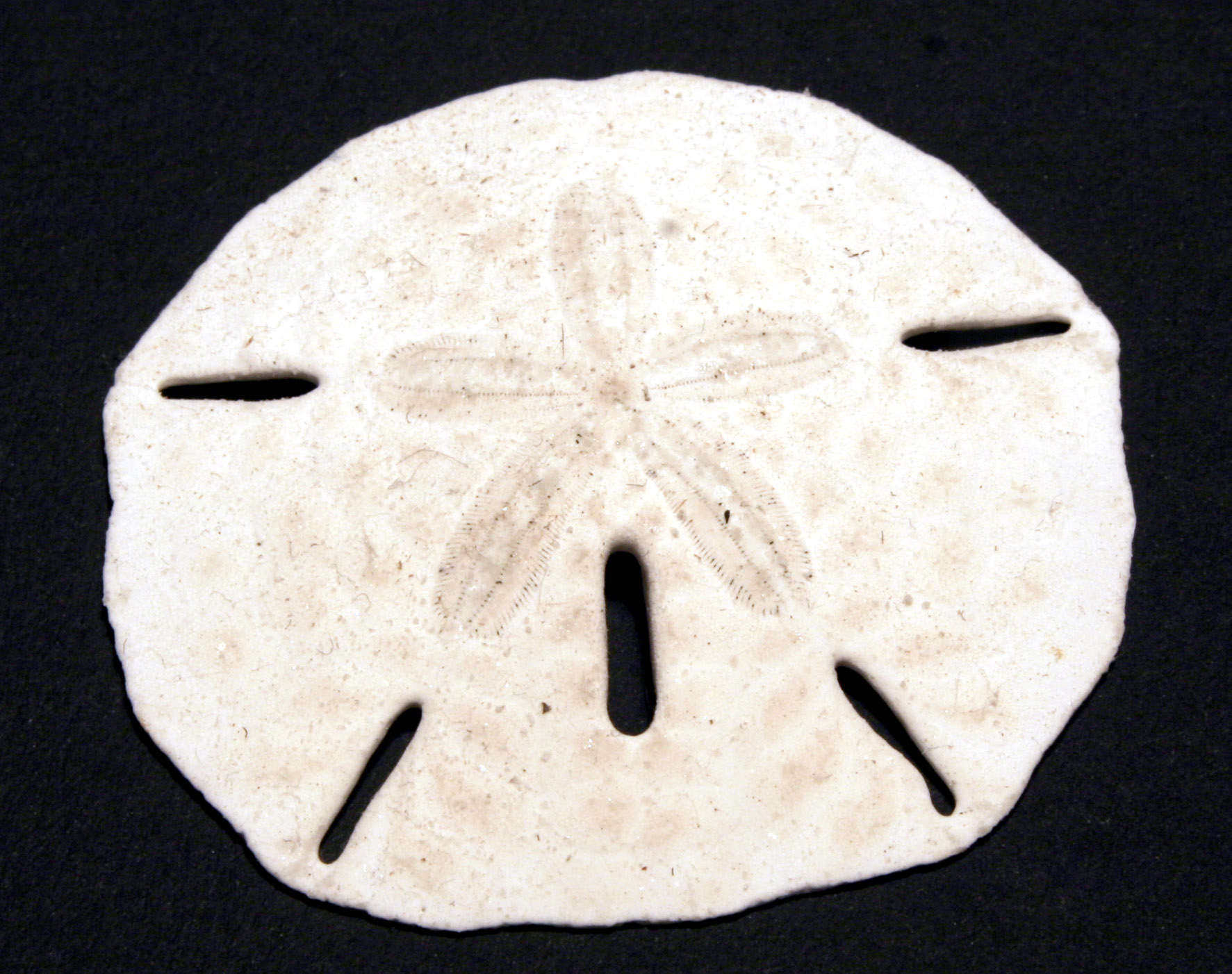
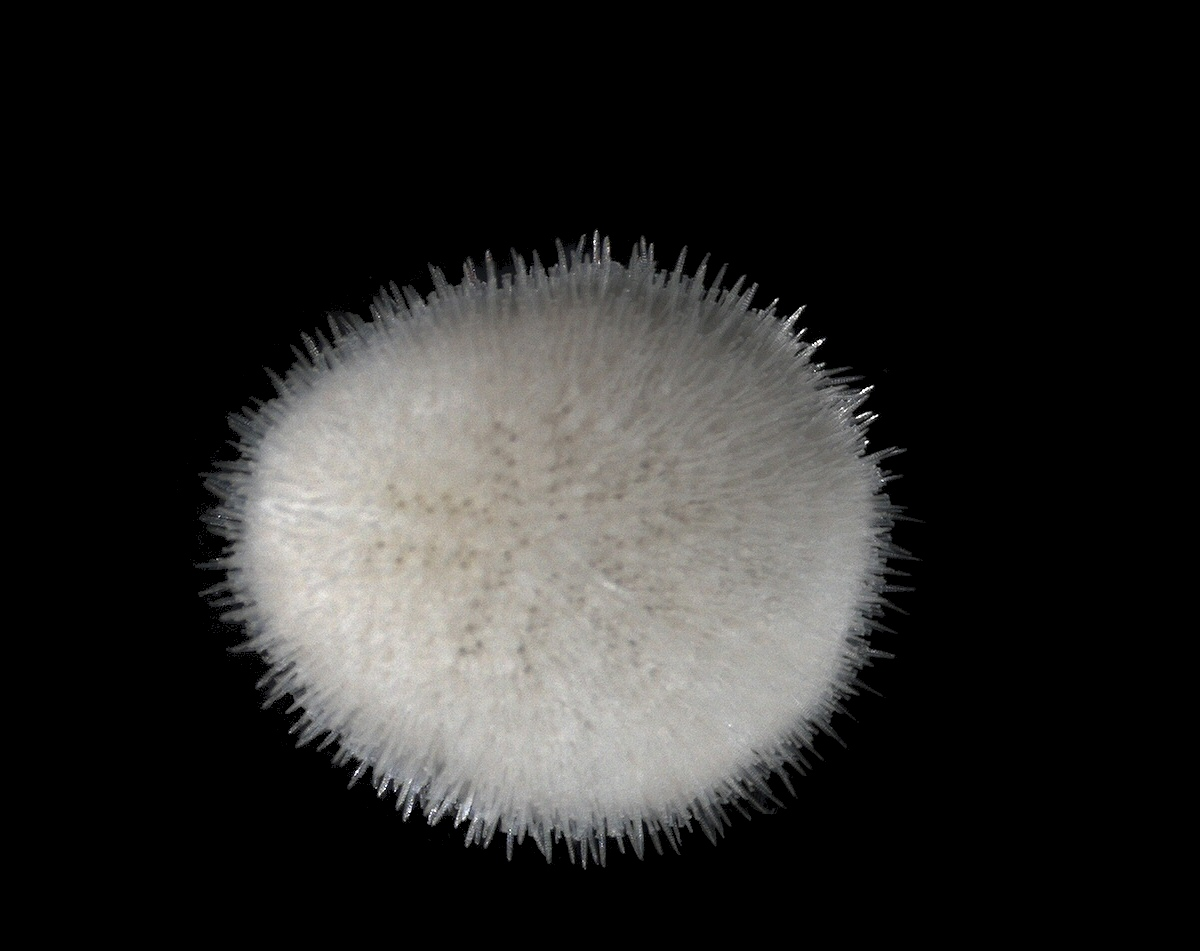